# Buchensteinwand
Die Buchensteinwand ist ein zum Kirchbergstock zählender, 1462 m ü. A. hoher Berg bei Fieberbrunn in Tirol.

## Lage und Umgebung
Die Buchensteinwand ist ein freistehender Berg, der von einem in Ost-West-Richtung verlaufenden Grat nach Norden (St. Jakob in Haus) sanft, nach Süden (Fieberbrunn) hingegen steil abfällt. Sie wird zum geologisch ähnlichen Kirchbergstock gezählt, bisweilen aber auch als Vorberg der Loferer Steinberge gesehen. Sie liegt in den Gemeindegebieten von St. Jakob in Haus, St. Ulrich am Pillersee, Hochfilzen und Fieberbrunn, die sich am Grat treffen.

## Erschließung
Die Buchensteinwand ist als Schigebiet erschlossen, von St. Jakob mit einer Sesselbahn, von Hochfilzen mit Schleppliften.

## Jakobskreuz

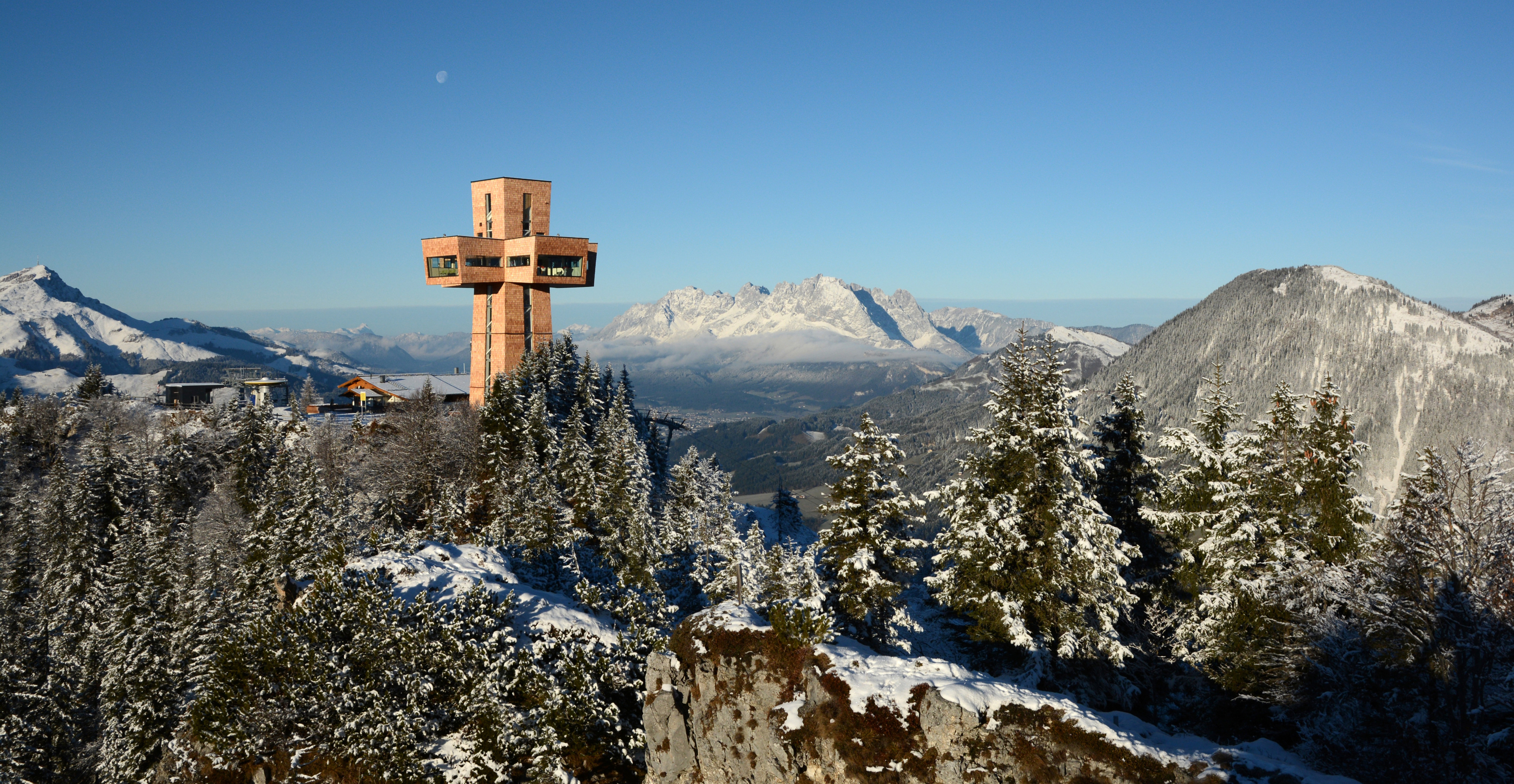
Das Jakobskreuz

2014 wurde von den Bergbahnen Pillersee auf dem Gipfel ein 29,6 m hohes begehbares Gipfelkreuz errichtet, das Jakobskreuz genannt wird. Es handelt sich dabei um ein kreuzförmiges Gebäude mit vier Armen, die Ausstellungs- und Seminarräume beherbergen. Auf den Dachflächen der Räume und auf der höchsten Ebene des Kreuzes befinden sich fünf Aussichtsplattformen.